# Nikołaj Siergiejewicz Szatski
Nikołaj Siergiejewicz Szatski, Mikołaj Sergiejewicz Szatskij, ros. Николай Сергеевич Ша́тский (ur. 16 sierpnia?/28 sierpnia 1895 w Moskwie, zm. 1 sierpnia 1960 tamże) – radziecki geolog, specjalizujący się głównie w badaniach tektonicznych, profesor i akademik.

## Życiorys
Ukończył 10. gimnazjum w Moskwie. W roku 1913 wstąpił na Uniwersytet Moskiewski, studiując nauki przyrodnicze, jednakże w trakcie studiów, w 1916 r., został powołany do służby w armii carskiej, którą odbywał do zwolnienia z wojska w 1918 r., nie biorąc jednak udziału w walkach na froncie. W grudniu 1918, nie mając ukończonych studiów, został asystentem katedry geologicznej Moskiewskiej Akademii Górniczej, jednak już latem 1919 ponownie zmobilizowany, tym razem do Armii Czerwonej, gdzie początkowo służył jako geolog wojskowy na tyłach, a w maju 1920 został skierowany do kompanii saperskiej 57 dywizji Grupy Mozyrskiej. W jej składzie przeszedł szlak bojowy od Dniepru i Berezyny do twierdzy Dęblin nad Wisłą, walcząc z polskimi wojskami. Po rozbiciu Grupy Mozyrskiej przedarł się przez Puszczę Białowieską do Grodna, gdzie w składzie batalionu wojsk inżynierskich walczył broniąc miasta przed oddziałami polskimi, a następnie brał udział w stopniowym cofaniu się Armii Czerwonej na wschód. Po zakończeniu walk z Polską był jeszcze uczestnikiem kampanii przeciwko oddziałom Bułak-Bałachowicza. W 1921 został wykładowcą Moskiewskiej Akademii Górniczej, na tejże uczelni, wciąż tam wykładając, jednocześnie eksternistycznie kończył studia, odbywając kurs geologii poszukiwawczej zakończony w 1929 otrzymaniem tytułu inżyniera górnictwa.
Od 1930 do 1960 wykładał w Moskiewskim Instytucie Geologiczno-Poszukiwawczym (Московский геологоразведочный институт), gdzie był kierownikiem katedry geologii historycznej, a od 1933 profesorem. Od 1934 pracował także w Instytucie Geologicznym Akademii Nauk ZSRR, a w 1956 objął kierownictwo tego instytutu. Tamże uzyskał na podstawie dorobku naukowego, bez zdawania egzaminów, stopień kandydata nauk w roku 1934, a w 1940, również na bazie dorobku, stopień doktora nauk.
W 1939 ponownie powołany do Armii Czerwonej, jako dowódca batalionu saperskiego brał udział w ataku ZSRR na Polskę m.in. na kierunku lwowskim, wkrótce po jej zakończeniu zdemobilizowany. W roku 1943 został członkiem korespondentem Akademii Nauk ZSRR, a w 1953 jej akademikiem.

## Badania naukowe
Szatski jest autorem przeszło stu prac z dziedziny geologii. Choć prowadził badania z zakresu geologii złóż i stratygraficzno-paleontologiczne, to główną tematyką jego prac była tektonika. Jest m.in. współautorem i redaktorem map tektonicznych ZSRR (1 : 4 000 000, wyd. 1952) oraz Eurazji (1 : 5 000 000) i Europy (1 : 2 500 000, wyd. 1962) oraz map geologicznych ZSRR (1 : 4 000 000) i Eurazji (1 : 6 000 000, wyd. 1954, 1956). Wprowadził do nauki nową jednostkę stratygraficzną ryfej, a także takie pojęcia tektoniczne jak aulakogen oraz antekliza.

## Nagrody i ordery
- Nagroda Stalinowska (1946)[12]
- Nagroda Leninowska (1958)[7]
- dwukrotnie Order Lenina (w 1945 i 1953)[5]
- Order Czerwonego Sztandaru Pracy[7]

## Upamiętnienie
- Nazwiskiem Szackiego nazwano podwodne wyniesienie w północno-wschodniej części Oceanu Spokojnego oraz nagrodę naukową przyznawaną od 1982 r. przez Radziecką, a potem Rosyjską Akademię Nauk za wybitne publikacje z zakresu tektoniki[13][5]